# Вервейкин, Андрей Юрьевич
Андрей Юрьевич Вервейкин  (р. 3 января 1966) — советский и   казахстанский прыгун с трамплина, участник Олимпиады-1992 и Олимпиады-1994, мастер спорта СССР международного класса. Выступал за СКА (Алма-Ата).

## Биография
На чемпионате мира 1989 года был одним из наиболее стабильных прыгунов: 8-е место — на нормальном трамплине, 5-е место — на большом трамплине и 4-е место в командных соревнованиях.
На чемпионате СНГ по прыжкам на лыжах с трамплина в январе 1992 года в Нижнем Новгороде занял 1-е место в прыжках с 70-метрового трамплина и отобрался на зимние Олимпийские игры 1992 года. После тренировочных прыжков соревнования на 90-метровом трамплине, отмененные из-за сильного бокового ветра, Вервейкин упал и получил травму плеча (сломал ключицу и раздробил лопатку), но смог восстановиться к Олимпиаде.
На Олимпиаде 1992 года в Альбервиле в составе Объединённой команде был 37-м на нормальном трамплине и 29-м — на длинном. Объединённая команда в командном зачете была 11-й.
На Олимпиаде 1994 года в Лиллехаммере, выступая за Казахстан, был 24-м на нормальном трамплине и 37-м — на длинном трамплине.
Участник чемпионата мира 1993 года (39-е место — на нормальном и 60-е место — на длинном трамплине). Участник ряда этапов Кубка мира.
Завершил спортивную карьеру в 1996 году, в настоящее время — Президент федерации прыжков на лыжах с трамплина и лыжного двоеборья Республики Казахстан.